# Червінський Костянтин Олександрович
Костянтин Олександрович Червінський (* 1 червня 1919, с. Пиків, Калинівський район, Вінницька область — † 21 серпня 2002, м. Чернівці) — доктор хімічних наук, почесний професор Чернівецького університету, заслужений діяч науки і техніки України, ректор Чернівецького університету в 1968–1987 роках

## Біографія
Народився в родині вчителів.
Одночасно навчався в вечірній школі і працював на Кам'яногірському цукровому заводі.
У 1937 році вступив до Харківського хіміко-технологічного інституту (пізніше об'єднаний з Харківським політехнічним інститутом), але війна перервала навчання — студент Костянтин Червінський з 4-го курсу добровольцем іде на фронт.
З липня по грудень 1941 року К. Червінський воював на Південно-Західному фронті, звідки його було відправлено до артилерійського училища.
Після училища знову був направлений на фронт. За участь в Яссько-Кишинівській операції капітан Червінський був представлений до звання Героя Радянського Союзу (але не отримав). За виконання бойових завдань нагороджений орденами і медалями.
Після війни продовжив перерване навчання вже у Рубіжанському хіміко-технологічному інституті й паралельно працював у Рубіжанському науково-дослідному інституті.
Після одержання вищої освіти, вступив до аспірантури і в 1952 році захистив кандидатську дисертацію.
У 1951 році почав працювати асистентом, а пізніше доцентом на кафедрі основного органічного синтезу Дніпропетровського хіміко-технологічного інституту.
Протягом 1961–1968 років обіймав посаду завідувача проблемної лобораторії пластмас і напівпродуктів для них, по результатах наукових досліджень захистив докторську дисертацію.
У 1968 році Костянтина Червінського було призначено ректором Чернівецького університету.
Майже 20 років Червінський керував науково-педагогічною діяльністю вузу, навчанням і вихованням студентів. За час його ректорства було збудовано студентське містечко, почалося будівництво нового навчального корпусу.
З 1995 року К. Червінський почесний професор Чернівецького університету, заслужений діяч науки і техніки України.
Помер Костянтин Олександрович Червінський 21 серпня 2002 року, похований у Чернівцях.

## Науково-педагогічна діяльність
Професор К. Червінський заснував наукову школу з досліджень проблем рідинно-фазного окислення, в якій підготовлено 70 фахівців, зокрема 18 кандидатів і 4 доктора наук.
Він автор майже 270 наукових праць, 22 винаходів, 6 з яких впроваджено у виробництво.
Автор двох монографій: «Технологічні методи нафтохімічного синтезу» і "«Керування реакцій нафтохімічного синтезу» та посібника «Сировина основного органічного синтезу».

## Нагороди
- Орден Вітчизняної війни І ступеня;
- Орден Червоної Зірки;
- Чотири медалі;
- Заслужений діяч науки і техніки України;
- Почесний професор Чернівецького університету.